# Eduardo Baptista
Eduardo Alexandre Baptista (Campinas, 30 marzo 1970) è un allenatore di calcio ed ex calciatore brasiliano, di ruolo difensore, tecnico del Criciúma.

## Carriera
Eduardo iniziò la sua carriera di giocatore come difensore nella Juventus, con cui vinse la Copa São Paulo de Futebol Júnior nel 1985. Il padre Nelsinho Baptista lo convinse a lasciare il calcio.
Nel 2002 accettò l'invito del padre ad entrare a far parte del personale tecnico del Goiás come trainer fisico. Il duo lavorò insieme per nove anni.
Nel 2012 tornò allo Sport Club do Recife, dove aveva già lavorato al fianco di suo padre dal 2007 al 2009. Nel gennaio 2014 fu nominato allenatore ad interim del club dopo le dimissioni di tecnico Geninho e poco dopo fu promosso allenatore a tempo pieno. In queste vesti vinse di lì a poco la Copa do Nordeste e la Campionato Pernambucano. Pur non avendo impressionato nel campionato brasiliano (undicesimo posto), fu confermato allenatore per l'anno seguente, ma non raccolse il successo della stagione precedente.
Nel settembre 2015 lasciò lo Sport e fu nominato nuovo tecnico della Fluminense al posto di Enderson Moreira. Il 25 febbraio 2016, dopo due sole vittorie in sei partite di Brasileirão, fu esonerato.
Il 15 aprile 2016 fu nominato allenatore del Ponte Preta, dove subentrò ad Alexandre Gallo. Condusse la squadra ad un sorprendente ottavo posto in campionato, a soli quattro punti dalla qualificazione per le coppe sudamericane.
Il 2 dicembre 2016 si dimise e firmò un contratto quadriennale con il Palmeiras sostituendo Cuca, dimessosi dopo aver conquistato il titolo brasiliano. Il 4 maggio 2017 è stato sollevato dall'incarico con un bilancio di 14 vittorie, 4 pareggi e 5 sconfitte in 23 gare, con la squadra eliminata in semifinale nel campionato paulista, ma in testa al gruppo 5 di Libertadores con 10 punti in 5 gare.

## Palmarès

### Giocatore

#### Competizioni giovanili
- Copa São Paulo de Futebol Júnior: 1

Juventus-SP: 1985

### Allenatore

#### Competizioni statali
- Campionato Pernambucano: 2

Sport: 2014

#### Competizioni nazionali
- Campionato del Nordest: 1

Sport: 2014
- Campeonato Brasileiro Série D: 1

Mirassol: 2020